# Love Like Blood/Promise Me
Love Like Blood/Promise Me är Dead by Aprils fjärde singel och släpptes den 10 maj 2010. Den omfattar en cover av Killing Joke-låten "Love Like Blood" samt den tidigare släppta låten "Promise Me" från deras första album. Covern på låten Love Like Blood utgör Zandro Santiagos första framträdande i Dead by April. Singeln utgör också det sista framträdandet för gitarristen Johan Olsson, som samma höst lämnade bandet av personliga skäl, samt av viljan att fokusera på sitt klädmärke.
Digital singel
| Nr | Titel                                | Kompositör                                           | Längd |
| -- | ------------------------------------ | ---------------------------------------------------- | ----- |
| 1. | Love Like Blood (Killing Joke cover) | Jaz Coleman, Kevin Walker, Paul Raven, Paul Ferguson | 3:41  |
| 2. | Promise Me                           | Pontus Hjelm                                         | 3:34  |

## Banduppsättning
- Zandro Santiago - Sång på låt #1
- Jimmie Strimell - Sång på låt #2
- Johan Olsson - Gitarr
- Marcus Wesslén - Elbas
- Alexander Svenningson - Trummor

Extra musiker
- Pontus Hjelm - Gitarr, keyboard